# Arnold Mühren
Arnold Johannes Hyacinthus Mühren (Volendam, 2 giugno 1951) è un allenatore di calcio ed ex calciatore olandese.
A livello internazionale è stato uno dei nove calciatori capaci di conquistare le tre maggiori competizioni europee per club nonché uno dei sei calciatori vincitori di tutte le manifestazioni calcistiche confederali all'epoca vigenti.

## Carriera

### Club
Militò nell'Ajax, nel Twente, nell'Ipswich Town e nel Manchester United.
All'Ajax nel 1988, all'età di 37 anni e 125 giorni, ha segnato un gol in campionato, diventando il giocatore più vecchio della storia dei lancieri ad aver segnato un gol in Eredivisie. Questo record verrà battuto da André Ooijer il 6 maggio 2012 dopo aver segnato un gol al VVV-Venlo all'età di 37 anni e 200 giorni.

### Nazionale
A livello di nazionale vinse il Campionato europeo di calcio 1988, fornendo l'assist ad un gol storico siglato da Marco Van Basten, in una magnifica volée dalla linea di fondo.

## Palmarès

### Club

#### Competizioni nazionali
- Campionato olandese: 2

Ajax: 1971-1972, 1972-1973
- Coppa dei Paesi Bassi: 4

Ajax: 1971-1972, 1985-1986, 1986-1987
Twente: 1976-1977
- Coppa d'Inghilterra: 2

Manchester United: 1982-1983, 1984-1985
- Charity Shield: 1

Manchester United: 1983

#### Competizioni internazionali
- Coppa Intercontinentale: 1

Ajax: 1972
- Coppa dei Campioni: 2

Ajax: 1971-1972, 1972-1973
- Supercoppa UEFA: 1

Ajax: 1973
- Coppa UEFA: 1

Ipswich Town: 1980-1981
- Coppa delle Coppe: 1

Ajax: 1986-1987

### Nazionale
- Campionato d'Europa: 1

1988